# 주의 세례주일
주님 세례 축일(Baptism of the Lord) 또는 주의 세례주일은 그리스도가 세례자 요한에게 세례를 받은 사건(루가 복음서 3:15-17,21-22)을 기념하는 기독교의 교회력 절기이다. 이날은 성탄 시기의 마지막 날이며, 그리스도께서 메시아로서 공적인 생애를 시작하심을 기념하는 의미가 있다.

## 날짜
주현절인 매년 1월 6일 다음 일요일(1월 9일 ~ 1월 13일 사이의 일요일)이 축일이다. 대한민국에서는 주님 공현 대축일이 1월 7일 또는 8일에 해당되는 일요일일 경우에는 그 다음 날(1월 8일 또는 1월 9일에 해당되는 월요일)에 지낸다.